# 르네 토레스
르네 토레스(Renee Torres, 1911년 3월 17일 ~ 1998년 12월 27일)는 미국의 배우, 영화배우이다.

## 영화
- 잠수함 D-1 (1937년)
- 더 데블 호스백 (1936년)
- 킹 오브 재즈 (1930년)